# Heckler & Koch UMP
Heckler & Koch UMP (Universal Maschinenpistole) är en kulsprutepistol tillverkad av Heckler & Koch i kaliber .40 S&W, .45 ACP och i 9 × 19 mm.
UMP togs fram i slutet av 1990-talet sedan H&K hade haft problem med MP5/10 och MP5/40 en längre tid.
Vapnet har mycket gemensamt med sin storebror, automatkarbinen G36, bland annat den infällbara kolven och handskyddet. Kroppen är tillverkad i polymer. UMP har en dubbelsidig omställare med lägena S, F (halv- respektive helautomatisk eldgivning). Det finns även i utförande med möjlighet två- eller treskottssalvor.